# 溫斯頓 (喬治亞州)
溫斯頓（英語：Winston）是位於美國喬治亞州道格拉斯縣的一個非建制地區。該地的面積和人口皆未知。

## 地理
溫斯頓的座標為33°43′48″N 84°51′36″W / 33.73000°N 84.86000°W，而該地的平均海拔高度為365米（即1197英尺）。